# Ray (musikalbum)
Ray är det sjunde albumet av L'Arc-en-Ciel. Det gavs ut 1 juni 1999 på Ki/oon Records.
 Det som är utsläppt med sjatte album "Ark" samtidigt. Arbetet, som "Ray" av titeln var ett menande,
 kallade "strålen" och matchade med "Ark". I commemoration av 15th-årsdagorganisationen
 "Ray 15th Anniversary Expanded Edition" med DVD utsläppt på 13 december 2006.

## Låtlista
| Nr | Titel                                                   | Text     | Musik    |
| -- | ------------------------------------------------------- | -------- | -------- |
| 1  | Shi no Hai (死の灰 Dödlig Aska?)                        | Hyde     | Tetsu    |
| 2  | It's the End                                            | Hyde     | Ken      |
| 3  | Honey                                                   | Hyde     | Hyde     |
| 4  | Sell My Soul                                            | Hyde     | Hyde     |
| 5  | Snow Drop [Ray Mix]                                     | Hyde     | Tetsu    |
| 6  | L'Heure (Timmen)                                        | Yukihiro | Yukihiro |
| 7  | Kasou (花葬 Blommjordfästning?)                         | Hyde     | Ken      |
| 8  | Shinshoku ~Lose Control~ (浸食 ~lose control~ Erosion?) | Hyde     | Ken      |
| 9  | Trick                                                   | Yukihiro | Yukihiro |
| 10 | Ibara no Namida (いばらの涙 Taggiga Revor?)             | Hyde     | Hyde     |
| 11 | The Silver Shining                                      | Hyde     | Ken      |

## DVD Låtlista (15th Anniversary Expanded Edition)
| Nr | Titel                                                |
| -- | ---------------------------------------------------- |
| 1  | Recollection 1                                       |
| 2  | Making of the "Honey" Music Video                    |
| 3  | Shi no Hai@London Hearts * (1999.7.4 O.A.)           |
| 4  | Recollection 2                                       |
| 5  | Sell My Soul@London Hearts * (1999.6.6 O.A.)         |
| 6  | Making of the "Snow Drop" Music Video                |
| 7  | Recollection 3                                       |
| 8  | Making of the "Shinshoku ~Lose Control~" Music Video |
| 9  | Recollection 4                                       |
| 10 | Documentary on "1999 Grand Cross Tour" (1999.8.22)   |

* Japanskt komedi TV-program.